# 大中臣有本
大中臣 有本（おおなかとみ の ありもと、生年不詳 - 寛平6年2月8日（894年3月18日））は、平安時代前期の貴族。常陸少掾・大中臣雄良の長男。官位は正五位上・神祇大副。

## 経歴
清和朝の貞観9年（867年）霖雨を止めるために畿内の諸神に祈りを捧げた際、神祇少副として諸社へ派遣される。貞観12年（870年）諸社に新鋳銭（貞観永宝）を奉った際に平野社使を務めている。同年に伊勢神宮祭主・大中臣豊雄が没したことから、貞観14年（872年）有本は後を継いで祭主となり、従五位下に叙爵する。貞観16年（874年）神祇大副に昇任され、同年山城国稲荷の上中下の三名神に従三位の叙位を行う際に使いを務めた。貞観18年（876年）散位・基棟王とともに伊勢大神宮に派遣され奉幣を行っている。
陽成朝初頭の元慶元年（877年）従五位上に昇叙され、陽成朝では以下の神事に関与している。
- 元慶2年（878年）大極殿の造営に当たって、大極殿の壇上で百神に対して祈請する[4]。
- 元慶3年（879年）斎宮・識子内親王の装束司を務めるとともに、群行の儀における対応を行う[5]。
- 元慶4年（880年）大極殿の造営竣工を諸社に告げる際、稲荷社に派遣される[6]。
- 元慶5年（881年）伊勢太神宮の例幣について、諒闇（清和上皇の喪）であったことから、散位・興我王とともに神祇官からの使として派遣される[7]。
- 元慶6年（882年）伊勢太神宮の例幣使を本来9月11日に出発すべき所、当日の内裏で犬の出産があったため対応を検討した際、有本は元慶元年（876年）に同様の事例があったが、11日の出発を停止して13日に発遣を行った旨を言上、有本の言上に従って対応が行われた[8]。

光孝朝初頭の元慶8年（884年）正五位下に昇進する一方、光孝朝では以下の神事を務めた。
- 元慶8年（884年）承和年間以降停廃していた旧儀である御體の御卜の読奏を行った[9]。
- 元慶8年（884年）伊勢大神宮の例幣使として、神祇伯・棟貞王とともに派遣される[10]。
- 仁和2年（886年）斎宮・繁子内親王の装束司を務める。

宇多朝の寛平元年（889年）大嘗会の功労により正五位上に至る。寛平6年（894年）2月8日卒去。

## 官歴
注記のないものは『日本三代実録』による。
- 時期不詳：正六位上
- 貞観9年（867年） 5月3日：見神祇少副
- 貞観14年（872年） 日付不詳：祭主[11]。日付不詳：従五位下[11]
- 貞観16年（874年） 正月：神祇大福[11]
- 元慶元年（877年） 11月21日：従五位上
- 元慶8年（884年） 11月25日：正五位下
- 寛平元年（889年） 11月：正五位上（大嘗会賞）[11]
- 寛平6年（894年） 2月8日：卒去[11]

## 系譜
「中臣氏系図」『群書類従』巻第62所収による。
- 父：大中臣雄良
- 母：不詳
- 生母不詳の子女
  - 長男：大中臣良臣
  - 男子：大中臣夏水
  - 男子：大中臣全臣
  - 男子：大中臣定臣